# Niel Gow

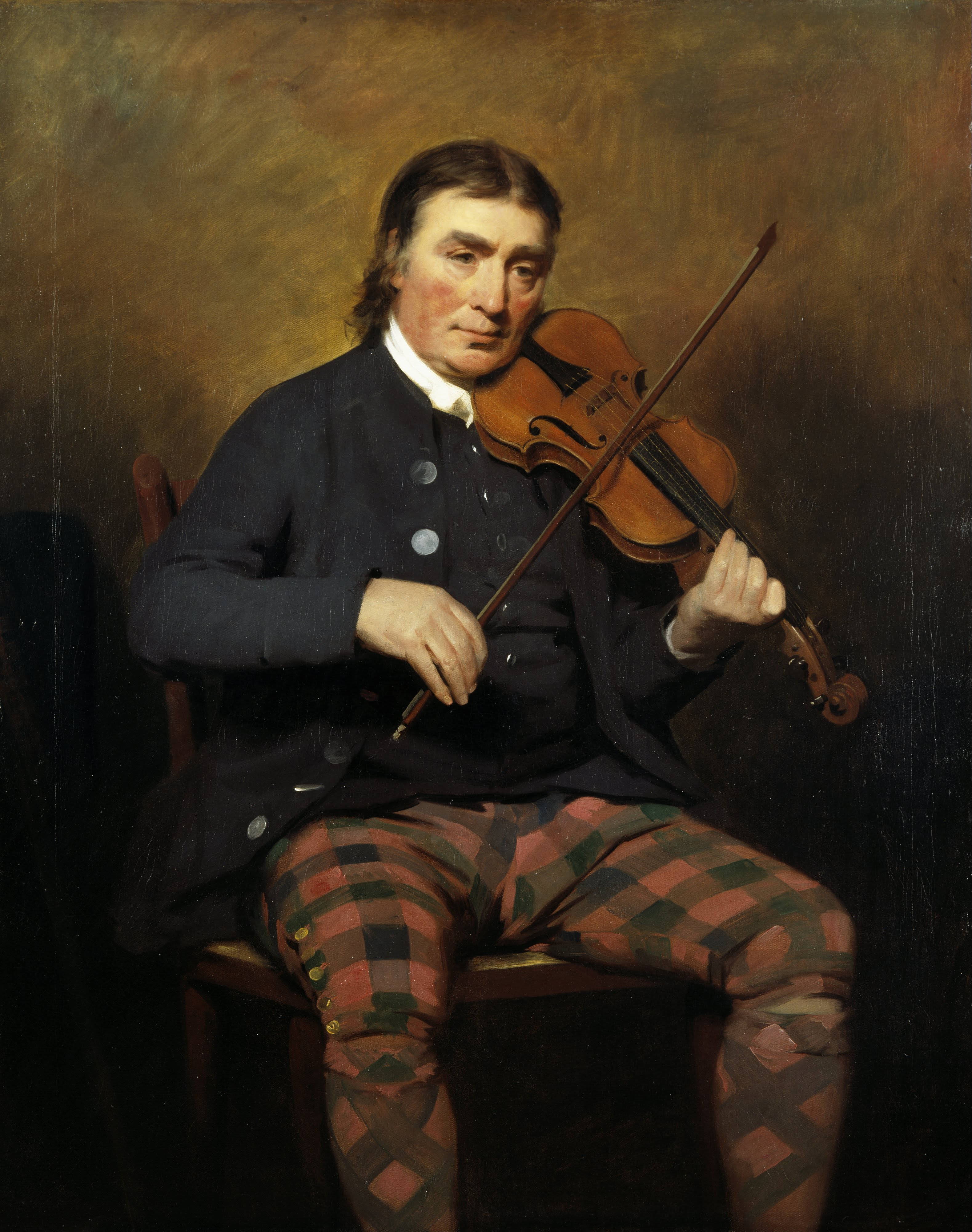
Porträt von Niel Gow, 1787, von Sir Henry Raeburn.

Niel Gow (* 1727 in  Strathbraan, Perthshire; † 1. März 1807) war möglicherweise der berühmteste schottische Fiddler des 18. Jahrhunderts.

## Biographie
Gow wurde in Inver, Perthshire, als Sohn von John Gow und Catherine McEwan geboren. Er begann schon sehr jung Geige zu spielen und erhielt im Alter von 13 Jahren zum ersten Mal Unterricht von einem John Cameron. Obwohl er eine Art musikalisches Wunderkind war, machte er zuerst eine Ausbildung zum Karostoff-Weber, aber gab das schließlich auf, um sich ganz der Musik zu widmen. Er wurde weithin als der beste Fiddler in Perthshire angesehen, einer Gegend, die für ihre Musiker berühmt war – die Sage geht, dass er mit 18 an einem Wettbewerb teilnahm, wo der blinde John McCraw als Schiedsrichter fungierte. McCraw verlieh Gow den ersten Preis und behauptete dann, dass er Niels Stil unter hundert Geigern erkennen würde („I would ken his bow hand among a hunder players“). Dies erregte die Aufmerksamkeit des Duke of Atholl, der Niels Förderer wurde, und sicherte auch Niels Engagements für Bälle und Tanzfeste, die der örtliche Adel veranstaltete. Mit der Zeit wurde er als Fiddler berühmt.
Niel Gow war zweimal verheiratet. Seine erste Frau war Margaret Wiseman, und sie hatten fünf Söhne und drei Töchter. Seine Söhne William, Andrew (1760), Nathaniel (1763) und John (1764) folgten alle ihrem Vater als Fiddler und Komponisten von Geigenmusik nach. Zwei der Töchter waren Margaret (1759) und Grizel (1761). Der jüngste Sohn Daniel (1765) starb, als er noch klein war. William starb 1791 im Alter von 40 Jahren, und Andrew starb 1794. Von Niels Söhnen ist Nathaniel bei weitem der Bekannteste und ebenfalls ein herausragender Komponist schottischer Musik, der fast 200 Stücke geschrieben hat. Nachdem er verwitwet war, heiratete Niel 1768 Margaret Urquhart aus Perth, und sie führten eine glückliche Ehe, bis sie 1805 starb. Niel litt sehr unter ihrem Tod und hörte für eine Weile auf, Geige zu spielen. Seine Freunde brachten ihn schließlich dazu, wieder anzufangen, und das Erste, was er spielte, war sein „… Lament for the Death of his Second Wife“ (siehe Kompositionen). Niel starb in Inver am 1. März 1807 im Alter von 80 Jahren.
Niel Gow komponierte eine Menge Tanzmusik – gemäß John Glen (1895) beanspruchte er 87 Stücke, „von denen einige herausragend sind“. Allerdings muss erwähnt werden, dass er nicht davor zurückschreckte, gutes Material anderer Komponisten unter seinem eigenen Namen wiederzuveröffentlichen; Glen behauptet, dass mindestens ein Viertel der 87 auf älteren Stücken beruht oder direkte Kopien von früher anderswo, oft unter einem anderen Titel, veröffentlichten Stücken darstellt. Da das damals nicht unüblich war, schadete es anscheinend nicht seinem Ruf; tatsächlich wurde der berühmte Maler Henry Raeburn mehrmals beauftragt, ihn zu porträtieren.
Viele von Niel Gows Kompositionen werden auch heute noch von Folk-Musikern, auf Ceilidhs und zum Scottish Country Dance gespielt. Er selbst buchstabierte seinen Namen Niel, obwohl andere manchmal Neil oder sogar Neal schreiben. (Um die Verwirrung noch zu vergrößern, hatte er einen sehr musikalischen Enkel (von Nathaniel), der tatsächlich „Neil“ hieß.)
Das jährliche Niel-Gow-Fiddle-Festival wird in Dunkeld und Birnam, Perthshire und Schottland abgehalten. Es besteht seit 2004 und soll Gows Leben und die Musik feiern. Man hofft, dass mit der Zeit das Festival und andere Aktivitäten genug Mittel einbringen, dass Gow in Dunkeld und Birnam ein angemessenes Denkmal gesetzt werden kann.

## Kompositionen
- Niel Gow's Lament For His Second Wife (midi; 6 kB)

## Aufnahmen
- Quadriga Consort CD „By Yon Bonnie Banks“ ORF Early Music Edition, Vienna 2007